# Volo Alitalia 660
Il volo Alitalia 660 era un volo di linea da Roma Fiumicino a Montréal, con scalo intermedio a Milano Malpensa.
Il 2 agosto 1968 il volo era operato dal quadrimotore Douglas DC-8-43 con marche I-DIWF, pilotato dal comandante Fabio Staffieri e dal copilota Franco Panario, coadiuvati da altri otto membri dell'equipaggio. A bordo vi erano 85 passeggeri.
L'aereo si schiantò contro il monte San Giacomo, nel comune varesino di Vergiate, durante la fase di avvicinamento all'aeroporto di Milano Malpensa. Tutti i passeggeri sopravvissero all'impatto, ma 12 di essi trovarono la morte nel successivo incendio.

## L'incidente
Il piano di volo prevedeva uno scalo intermedio all'aeroporto di Milano-Malpensa, per poi intraprendere il volo transatlantico verso il Canada. Poco prima di partire il comandante Staffieri fu informato dalla torre di controllo di Fiumicino che le condizioni meteorologiche sull'aerostazione milanese erano in rapido peggioramento; egli decise comunque di partire, affrettando il più possibile i tempi, per arrivare allo scalo intermedio prima che il maltempo raggiungesse la sua fase più critica.
Pertanto l'aereo decollò da Fiumicino con 15 minuti di anticipo, alle 14.15 anziché alle 14.30.
Il volo proseguì senza problemi fino a quando, iniziando la discesa verso il VOR di Voghera, il comandante venne avvisato dai controllori che la perturbazione insistente su Malpensa stava causando raffiche di vento fino a 25 nodi con punte di 40; gli fu pertanto prospettata la possibilità di differire l'atterraggio e volare sul circuito di attesa, aspettando il miglioramento delle condizioni meteo, o addirittura di deviare verso un altro aeroporto. Staffieri tuttavia decise di continuare la discesa su Malpensa, anche perché sul radar meteorologico di bordo non era segnalato alcun immediato pericolo.
Dopo pochi istanti l'aereo entrò in un imponente cumulonembo, che ridusse drasticamente la visibilità; l'avvicinamento poteva quindi continuare solo in modalità strumentale, con l'ausilio del sistema ILS. L'interno della nuvola era però sovraccarico di elettricità, che generava scariche così intense da falsare la corretta trasmissione e il rilevamento delle onde elettromagnetiche del radiofaro, così che la direzione indicata dalla strumentazione di bordo non era quella giusta, al pari dei rilevamenti su velocità e quota.
I piloti tuttavia non si avvidero dell'inconveniente e proseguirono le manovre sulla base dei dati falsati, col risultato di mancare l'aeroporto di Malpensa: l'aeromobile quindi si trovò in linea di discesa verso il piccolo aerodromo di Vergiate, ubicato circa 11 km a nord dell'aeroporto principale e dotato di una piccola pista lunga appena 800 metri. Man mano che la quota diminuiva, l'aereo uscì dalle nubi, consentendo ai piloti di recuperare la visibilità, ma il comandante inizialmente credette che quella che vedeva dinnanzi a sé fosse una delle piste dello scalo internazionale milanese.
Dopo qualche istante Staffieri si rese tuttavia conto dell'errore e che la pista che gli si parava dinnanzi era assolutamente inadatta, per dimensioni e tenuta, a consentire l'atterraggio del DC-8. Pertanto spinse i motori al massimo e tirò a sé il volantino, tentando una disperata manovra di riattaccata, ma le proibitive condizioni meteo non consentirono una pronta risposta dei comandi e, in pochi secondi, l'aereo si schiantò sulla collina detta "monte San Giacomo", nella frazione di Cuirone, perdendo le ali e spezzando la fusoliera. 
L'impatto, fortunatamente, grazie anche alla ridotta velocità, fu poco brusco e non causò vittime; nel giro di pochi istanti gli abitanti di Cuirone giunsero sul posto per prestare i primi soccorsi. Tuttavia di lì a poco i serbatoi, carichi di carburante in previsione del volo transoceanico, presero fuoco: le fiamme non lasciarono scampo a 12 dei passeggeri imbarcati, che rimasero intrappolati nel relitto e persero la vita.